# ウクライナ (小惑星)
ウクライナ (1709 Ukraina) は、小惑星帯に位置する小惑星である。クリミア半島のシメイズ天文台（後のクリミア天体物理天文台）で、ソビエト連邦の天文学者グリゴーリ・シャインによって発見された。
クリミア半島のあるウクライナ（発見当時はソビエト連邦の一部）に因んで命名された。